# Mikroregion Três Rios

Mikroregion Três Rios

Mikroregion Três Rios – mikroregion w brazylijskim stanie Rio de Janeiro należący do mezoregionu Centro Fluminense. Ma powierzchnię 1668,6 km².

## Gminy
- Areal
- Comendador Levy Gasparian
- Paraíba do Sul
- Sapucaia
- Três Rios